# Dean Spanley
Dean Spanley è un film del 2008 diretto da Toa Fraser, tratto dal romanzo My talks with Dean Spanley di Lord Dunsany.

## Trama
La vicenda si svolge in Inghilterra nei primissimi anni del Novecento. Henslowe Fisk, il narratore, è un giovane uomo il quale ogni giovedì si reca in casa di suo padre, lo scorbutico e scostante Horatio Fisk. Horatio Fisk è anziano e vive assistito dalla sua governante, la signora Brimley, una donna che ha perso da poco tempo il marito. La famiglia Fisk ha subito di recente due lutti: dapprima la morte del figlio minore, Harrington Fisk, ucciso nella seconda guerra boera (1899-1902), seguita poco dopo dalla morte della moglie di Horatio.
Un giorno, allo scopo di far svagare il padre, Henslowe lo accompagna a una conferenza sulla trasmigrazione delle anime tenuta da un mistico indù, lo swami Nala Prash. Alla conferenza assiste anche Dean Spanley, il nuovo rettore anglicano. Più tardi Henslowe Fisk incontra il rettore al club di suo padre: l'assunzione di vino tokaj porta l'ecclesiastico in uno strano stato onirico. Fornendo al rettore del tokaj, ottenuto con l'aiuto di Wrather, un conveyancer (mediatore di affari) australiano, Fisk assiste allo strano comportamento del reverendo Spanley il quale comincia a rivelare i ricordi della sua vita precedente vissuta come spaniel; i ricordi del rettore sono vividi e convincenti, e accompagnati da sensazioni intorno al cibo, da tentativi di comunicazione con gli altri cani, da una profonda avversione per i gatti e per i maiali, e dalla gioia di servire al proprio padrone. La consapevolezza della trasmigrazione delle anime e l'analisi del comportamento dell'ecclesiastico, portano il giovane Fisk a comprendere meglio la personalità di suo padre. Al termine del film un ricordo d'infanzia di Horatio Fisk fornirà una chiave inattesa per interpretare la personalità del vecchio, il che comporterà l'avvicinarsi fra padre e figlio.